# 1965年の野球
1965年の野球（1965ねんのやきゅう）では、1965年の野球界における動向をまとめる。

## 競技結果

### 日本プロ野球

#### ペナントレース
| 順位 | 球団               | 勝 | 敗 | 分 | 勝率 | 差   |
| 1位  | 読売ジャイアンツ   | 91 | 47 | 2  | .659 | 優勝 |
| 2位  | 中日ドラゴンズ     | 77 | 59 | 4  | .566 | 13.0 |
| 3位  | 阪神タイガース     | 71 | 66 | 3  | .518 | 19.5 |
| 4位  | 大洋ホエールズ     | 68 | 70 | 2  | .493 | 23.0 |
| 5位  | 広島カープ         | 59 | 77 | 4  | .434 | 31.0 |
| 6位  | サンケイスワローズ | 44 | 91 | 5  | .326 | 45.5 |

| 順位 | 球団             | 勝 | 敗 | 分 | 勝率 | 差   |
| 1位  | 南海ホークス     | 88 | 49 | 3  | .642 | 優勝 |
| 2位  | 東映フライヤーズ | 76 | 61 | 3  | .555 | 12.0 |
| 3位  | 西鉄ライオンズ   | 72 | 64 | 4  | .529 | 15.5 |
| 4位  | 阪急ブレーブス   | 67 | 71 | 2  | .486 | 21.5 |
| 5位  | 東京オリオンズ   | 62 | 74 | 4  | .456 | 25.5 |
| 6位  | 近鉄バファローズ | 46 | 92 | 2  | .333 | 42.5 |

#### 日本シリーズ
| 日付                                   | 試合   | ビジター球団（先攻） | スコア   | ホーム球団（後攻） | 開催球場   |
| -------------------------------------- | ------ | -------------------- | -------- | ------------------ | ---------- |
| 10月30日（土）                         | 第1戦  | 読売ジャイアンツ     | 4 - 2    | 南海ホークス       | 大阪球場   |
| 10月31日（日）                         | 第2戦  | 読売ジャイアンツ     | 6 - 4    | 南海ホークス       | 大阪球場   |
| 11月1日（月）                          | 移動日 | 移動日               | 移動日   | 移動日             | 移動日     |
| 11月2日（火）                          | 第3戦  | 雨天中止             | 雨天中止 | 雨天中止           | 後楽園球場 |
| 11月3日（水）                          | 第3戦  | 南海ホークス         | 3 - 9    | 読売ジャイアンツ   | 後楽園球場 |
| 11月4日（木）                          | 第4戦  | 南海ホークス         | 4 - 2    | 読売ジャイアンツ   | 後楽園球場 |
| 11月5日（金）                          | 第5戦  | 南海ホークス         | 2 - 3    | 読売ジャイアンツ   | 後楽園球場 |
| 優勝：読売ジャイアンツ（2年ぶり7回目） |        |                      |          |                    |            |

#### 個人タイトル
|              | セントラル・リーグ | セントラル・リーグ | セントラル・リーグ | パシフィック・リーグ | パシフィック・リーグ | パシフィック・リーグ |
| タイトル     | 選手               | 球団               | 成績               | 選手                 | 球団                 | 成績                 |
| ------------ | ------------------ | ------------------ | ------------------ | -------------------- | -------------------- | -------------------- |
| 最優秀選手   | 王貞治             | 巨人               |                    | 野村克也             | 南海                 |                      |
| 最優秀新人   | 該当者なし         | 該当者なし         | 該当者なし         | 池永正明             | 西鉄                 |                      |
| 沢村栄治賞   | 村山実             | 阪神               |                    |                      |                      |                      |
| 首位打者     | 江藤慎一           | 中日               | .336               | 野村克也             | 南海                 | .320                 |
| 最多本塁打   | 王貞治             | 巨人               | 42本               | 野村克也             | 南海                 | 42本                 |
| 最多打点     | 王貞治             | 巨人               | 104打点            | 野村克也             | 南海                 | 110打点              |
| 最多盗塁     | 高木守道           | 中日               | 44盗塁             | 広瀬叔功             | 南海                 | 39盗塁               |
| 最多安打     | 近藤和彦           | 大洋               | 152安打            | 野村克也             | 南海                 | 156安打              |
| 最高出塁率   | 王貞治             | 巨人               | .490               | D.スペンサー         | 阪急                 | .424                 |
| 最優秀防御率 | 金田正一           | 巨人               | 1.84               | 三浦清弘             | 南海                 | 1.57                 |
| 最多勝利     | 村山実             | 阪神               | 25勝               | 尾崎行雄             | 東映                 | 27勝                 |
| 最多奪三振   | 村山実             | 阪神               | 205奪三振          | 尾崎行雄             | 東映                 | 259奪三振            |
| 最高勝率     | 山中巽             | 中日               | .857               | 林俊彦               | 南海                 | .850                 |

#### ベストナイン
|          | セントラル・リーグ | セントラル・リーグ | パシフィック・リーグ | パシフィック・リーグ |
| 守備位置 | 選手               | 球団               | 選手                 | 球団                 |
| -------- | ------------------ | ------------------ | -------------------- | -------------------- |
| 投手     | 村山実             | 阪神               | 尾崎行雄             | 東映                 |
| 捕手     | 森昌彦             | 巨人               | 野村克也             | 南海                 |
| 一塁手   | 王貞治             | 巨人               | 高木喬               | 近鉄                 |
| 二塁手   | 高木守道           | 中日               | D.スペンサー         | 阪急                 |
| 三塁手   | 長嶋茂雄           | 巨人               | 小玉明利             | 近鉄                 |
| 遊撃手   | 吉田義男           | 阪神               | 小池兼司             | 南海                 |
| 外野手   | 江藤慎一           | 中日               | 張本勲               | 東映                 |
| 外野手   | 近藤和彦           | 大洋               | 広瀬叔功             | 南海                 |
| 外野手   | 中暁生             | 中日               | 堀込基明             | 南海                 |

### 高校野球
- 第37回選抜高等学校野球大会優勝：岡山東商業（岡山県）
- 第47回全国高等学校野球選手権大会優勝：三池工業（福岡県）

### 大学野球
- 第14回全日本大学野球選手権大会優勝：専修大

- 東京六大学野球連盟優勝 春：法政大、秋：早稲田大
- 東都大学野球連盟優勝 春：専修大、秋：専修大
- 関西大学野球連合優勝 春：立命館大、秋：同志社大

### 社会人野球
- 第36回都市対抗野球大会優勝：電電近畿

### メジャーリーグ
- ワールドシリーズ
ロサンゼルス・ドジャース（ナ・リーグ） （4勝3敗） ミネソタ・ツインズ（ア・リーグ）

## できごと

### 2月
- 2月1日 - 阪神タイガースが初めて高知県安芸市でキャンプを行う[3]。

### 4月
- 4月4日 - 選抜高等学校野球大会の決勝戦が甲子園球場にて行われ、岡山県の岡山東商が和歌山県の市和歌山商に延長13回、2対1でサヨナラ勝利し、初優勝達成[4]。
- 4月10日 - プロ野球セ・パ両リーグの公式戦が開幕[5]。
- 4月22日 - プロ野球12球団合同会議が正午から東京・日比谷の日生会館にて開かれ、新人選手の採用制度を討議しドラフト制度を採用することを決定。これに伴い、23日付けで新人選手の契約は認められないことになった[6]。
- 4月23日 - 国鉄スワローズは午後4時より東京・赤坂の赤坂プリンスホテルにて記者会見し、選手人件費の膨張で経営が困難となり、今後はサンケイ新聞に一切の経営を任せることになったと発表[7]。
- 4月27日 - 国鉄は午後1時から東京・銀座の銀座東急ホテルにて記者会見し、監督の林義一を更迭し後任に二軍監督の砂押邦信が就任すると発表[8]。

### 5月
- 5月1日 - 広島カープが川崎球場での対大洋1回戦で2-1と勝利し、球団創設以来初めてセ・リーグの単独首位に立つ[9]。
- 5月2日
  - 南海ホークスの杉浦忠が阪急西宮球場での対阪急ブレーブス戦で8回裏にダリル・スペンサーから三振を奪い、プロ通算1500奪三振を達成[10]。
  - 阪神の吉田義男が後楽園球場での対巨人4回戦の三回表に安打を打ち、プロ通算1500安打を達成[11]。
- 5月7日 - 巨人対国鉄の試合が後楽園球場で行われ、巨人は3回裏に王貞治が5号本塁打を放ち、これで巨人は球団創設以来チーム本塁打2000本を記録[12]。
- 5月9日 - 中日の中暁生が広島市民球場での対広島4回戦の5回表に三塁打を放ち、プロ通算1000安打を達成[13]。
- 5月10日 - 国鉄は午前11時より東京・麹町の弘済会館にて臨時株主総会を開き、サンケイ新聞社への経営譲渡と球団名を「サンケイ・スワローズ」への変更を決定[14]。
- 5月11日 - 巨人の瀧安治が兼六園野球場での対広島戦で、瀧が放った打球が投手安仁屋宗八の膝を直撃、跳ね返った打球を捕手久保祥次が直接捕球し投触捕直（投手に打球が接触した後の捕手へのライナー）となる（記録上では投直で捕手に刺殺がつく）[15]。
- 5月19日 - 巨人の吉田勝豊が後楽園球場での対サンケイ戦の4回裏に代打で出場し、プロ通算1000試合出場を達成[16]。
- 5月31日 - 巨人の長島茂雄が中日球場での対中日8回戦の1回表に7号本塁打を放ち、プロ通算200本塁打を達成[17]。

### 6月
- 6月7日 - サンケイは東京・有楽町のラクチョウ・ビル社長室にて午前11時より役員会を開き、球団社長にサンケイ新聞社専務取締役の友田信を選任[18]。
- 6月10日 - 東京オリオンズの監督の本堂保次が腰痛のため病院で検査を受けたところ胆石病と分かり、球団に対し休養を申し入れる。ヘッドコーチの濃人渉が代理監督を務めることに[19]。
- 6月16日 - 巨人の吉田勝豊が後楽園球場での対中日戦の8回裏に6号本塁打を放ち、プロ通算100本塁打を達成[20]。
- 6月28日 - 阪神タイガースのジーン・バッキーが甲子園球場での対巨人戦に登板し、ノーヒットノーランを達成[21]。
- 6月30日 - 阪神の古沢憲司が甲子園球場での対大洋戦に先発登板して完投勝ちしてプロ入り初勝利、またプロ野球史上尾崎行雄に次ぐ2人目の17歳での勝利投手となる[22]。

### 7月
- 7月2日 - 近鉄の小玉明利は対東映13回戦に先発出場し、プロ通算1500試合出場を達成[23]。
- 7月3日 - 阪神の山内一弘は後楽園球場での対巨人12回戦の4回表に6号3点本塁打を放ち、プロ通算1000打点を達成[24]。
- 7月15日 - 東京の小山正明が東京スタジアムでの対阪急戦に先発登板し、9回二死まで阪急を無安打に抑えていたが、阪急の打者ゴーディ・ウィンドホーンに安打を打たれ、ノーヒットノーランはならず[25]。
- 7月16日 - 阪急の米田哲也が西京極球場での対近鉄15回戦の7回表に矢ノ浦国満から三振を奪い、プロ通算2000奪三振を達成[26]。
- 7月23日 - 広島は監督の白石勝巳が休養し、監督代行に投手コーチの長谷川良平が就任すると発表[27]。
- 7月25日 - 巨人が中日球場での対中日14回戦に2-1と勝利し、日本プロ野球初の球団通算2000勝を達成[28]。
- 7月25日 - 大洋の新治伸治が対広島カープ（広島）戦でプロ入り初勝利。東大出身選手としては、日本プロ野球史上初[29]。
- 7月29日 - 広島の大和田明良が広島球場での対サンケイ19回戦に出場し、プロ通算1000試合出場を達成[30]。

### 8月
- 8月8日
  - 南海の野村克也が日生球場での対近鉄ダブルヘッダー第2試合の15回戦の2回裏に25号本塁打、6回裏に26号本塁打を放ち、プロ通算300本塁打を達成[31]。
  - 阪急の米田哲也が西宮球場での対東京15回戦に先発登板し、プロ通算500試合登板を達成[32]。
- 8月17日 - 近鉄の山本八郎が大阪球場での対南海16回戦の4回表に10号本塁打を放ち、プロ通算100本塁打を達成[33]。
- 8月18日 - 巨人の長島茂雄が中日球場での対中日20回戦に先発出場し、プロ通算1000試合出場を達成[34]。
- 8月19日 - 東映の嵯峨健四郎が後楽園球場での対阪急戦の5回の第二打席で足立光宏から中前安打を放ち、これが91打席ぶりの安打となった。試合は3対2で阪急が勝利し、嵯峨は敗戦投手となっている[35][36]。
- 8月22日 - 全国高等学校野球選手権大会の決勝戦が甲子園で行われ、福岡県の三池工が千葉県の銚子商に2対0で勝利し、初出場初優勝を達成する。

### 9月
- 9月4日 -巨人の金田正一が多摩川で行われたイースタン・リーグの対東映フライヤーズ戦のダブルヘッダー第一試合に先発し6回を投げ被安打3、与四球2、3三振、生涯唯一の二軍での調整登板となった。事前に登板が報道されたこともあり、二軍では異例の3000人の観客となった[37][38]。
- 9月5日 - 大洋の小野正一が川崎球場での対中日ダブルヘッダー第二試合の20回戦に先発して勝利投手となり、プロ通算150勝を達成[39]。
- 9月8日 - 巨人の金田正一が後楽園球場での対サンケイ21回戦に先発し、三回表先頭打者の杉本公孝を三振に打ち取り、プロ野球史上初の5000イニング投球を達成、またこの試合で完投勝利を収め、プロ通算350完投を達成[40]。
- 9月11日 - 大洋の近藤和彦が中日球場での対中日21回戦に先発出場し、プロ通算1000試合出場を達成[41]。
- 9月12日 - 南海の野村克也が大阪球場での対近鉄ダブルヘッダー第二試合の24回戦の六回裏に38号本塁打を放ち、山内一弘の持つ日本プロ野球最多本塁打の記録を更新する通算312号本塁打となる[42]。
- 9月12日 - 【MLB】サンフランシスコ・ジャイアンツのウィリー・メイズがヒューストン・アストロズ戦で47号本塁打を打ち、メジャー通算500本塁打を達成[43]。
- 9月19日 - 巨人の王貞治が川崎球場での対大洋20回戦の九回表に30号2点本塁打を放ち、プロ通算200本塁打を達成[44]。
- 9月26日 - 南海対東映のダブルヘッダー21回戦、22回戦が大阪球場にて行われ南海がそれぞれ6対1、4対2と連勝し、パ・リーグ優勝を達成[45]。
- 9月30日 - プロ野球実行委員会が午後1時より銀座・日生会館にて行われ、1938年の巨人の中島治康が達成した打撃三冠王が公式に認定される[46]。

### 10月
- 10月2日 - 広島の外木場義郎が甲子園球場での対阪神20回戦に先発し、ノーヒットノーランを達成。外木場はこれがプロ初勝利[47]。
- 10月3日 - 阪神の並木輝男が甲子園球場での対広島22回戦に出場し、プロ通算1000試合出場を達成[48]。
- 10月5日 - ここまで本塁打38本などで野村克也と打撃タイトル争いをしていた阪急のダリル・スペンサーが、オートバイで自宅から西宮球場に向かう途中に軽四輪と接触して転倒し、右足ひ骨骨折の全治二か月の怪我[49]。
- 10月6日 - サンフランシスコ・ジャイアンツのスカウトの原田恒男が東京・赤坂の山王グリルにて午前11時に元巨人の古賀英彦をサンフランシスコ・ジャイアンツの教育リーグに参加させると発表[50]。
- 10月14日 - 川崎球場で中日対大洋26回戦で中日が1-4と敗戦し、巨人のリーグ優勝が決定[51]。
- 10月21日 - パ・リーグは南海、近鉄が公式戦の全日程を終了し、南海の野村克也の三冠王が確定[52]。
- 10月24日 - パ・リーグの全日程が終了[53]。
- 10月27日 - セ・リーグの全日程が終了[54]。
- 10月28日
  - 阪神は大阪市北区の「新北京」にて午後6時より納会を行い、オーナーの野田誠三が藤本定義が総監督に、監督にはヘッドコーチの杉下茂が就任すると発表[55]。
  - 東京は東京スタジアムに似て午後1時より役員会を開き、監督の本堂保次の解任を決定[56]。
  - 沢村賞の選考が東京・有楽町のレバンテにて正午から行われ、阪神の村山実を選出[57]。

### 11月
- 11月5日 - 日本シリーズの第5戦が後楽園球場で行われ、巨人が南海に3対2でサヨナラ勝利し、2年ぶり7度目の優勝達成[58][59]。
- 11月6日 - 南海の監督の鶴岡一人が午後5時から大阪市南区の旅館「新常盤」にて記者会見し、南海に辞表を提出し退団すると発表[60]。
- 11月11日 - 慶応大学野球部は監督の前田祐吉が総監督となり、後任の監督に近藤良輔が就任したと発表[61]。
- 11月13日 - 南海は午前10時より大阪市難波の南海電鉄本社にてオーナーの壷田修、球団社長の新山滋、ヘッドコーチの蔭山和夫、前監督の鶴岡一人が会談し、蔭山か監督就任に挙げた条件を球団が全面的に了承。午後1時45分、新山は蔭山が新監督に就任したと正式に発表[62]。
- 11月15日
  - プロ野球セ・パ両リーグの最優秀選手、最優秀新人、ベストナインを選ぶプロ野球担当記者の投票を午前10時からコミッショナー事務局が行い、最優秀選手はセ・リーグは王貞治、パ・リーグは野村克也を選出。最優秀新人はセ・リーグは「該当者なし」、パ・リーグは池永正明を選出[63]。
  - 巨人は藤尾茂、町田行彦を任意引退にすると発表[64]。
- 11月17日
  - 南海の新監督に就任した蔭山和夫が午前未明に急性副賢皮質不全で亡くなる[65]。
  - プロ野球第1回ドラフト会議が午前10時から銀座の日生会館にて開催[66]。
- 11月20日 - 南海は午後4時45分より大阪・難波の南海電鉄本社にて記者会見し、急死した蔭山新監督の後任として鶴岡一人が監督に復帰すると発表[67]。
- 11月21日 - サンケイは午後3時から有楽町のラクチョウ・ビルにて記者会見し、新監督にヘッドコーチの飯田徳治が就任したと正式に発表[68]。
- 11月25日
  - 東京は午後4時半から東京スタジアム内の会議室にて緊急の役員会を開き、新監督に二軍監督の田丸仁を決定し、午後5時半に来季の新監督、コーチ陣を正式に発表[69]。
  - 広島は新監督に長谷川良平が、ヘッドコーチに石本秀一が就任したと発表[70]。

### 12月
- 12月6日 - 巨人は関根潤三が今季限りでの引退を表明[71]。
- 12月14日 - 南海は村上雅則と来シーズンの契約を結んだと発表。村上は南海復帰[72]。
- 12月17日 - 大洋は島野雅宣とサンケイの杉本公孝のトレードが成立したと発表[73]。

## 誕生

### 1月
- 1月4日 - 宮下昌己
- 1月7日 - 高島覚
- 1月17日 - 西俊児
- 1月20日 - ケビン・マース

### 2月
- 2月4日 - 森浩之
- 2月10日 - 馬場敏史
- 2月10日 - 山中賢次
- 2月12日 - 後藤明美
- 2月18日 - 斎藤雅樹

### 3月
- 3月6日 - 城土大治朗
- 3月7日 - 宮里太
- 3月8日 - 田辺学
- 3月12日 - ショーン・ギルバート
- 3月17日 - 広瀬真二
- 3月21日 - ティム・マッキントッシュ
- 3月27日 - 平沼定晴

### 4月
- 4月13日 - 藤王康晴
- 4月17日 - クレイグ・ワーシントン
- 4月18日 - 高橋功一
- 4月20日 - 吉井理人
- 4月24日 - 岸川勝也
- 4月24日 - マイケル・ブロワーズ
- 4月27日 - ボブ・マクドナルド
- 4月29日 - 桜井伸一

### 5月
- 5月10日 - 小川浩一
- 5月12日 - 紀藤真琴
- 5月22日 - 野中徹博
- 5月24日 - ロブ・デューシー
- 5月31日 - 大門和彦

### 6月
- 6月1日 - 山田武史
- 6月3日 - 山田和利
- 6月8日 - 八木裕
- 6月13日 - 岡本透
- 6月18日 - 右田雅彦
- 6月21日 - 安達俊也
- 6月22日 - 武田一浩
- 6月25日 - 松井達徳

### 7月
- 7月3日 - 丑山努
- 7月5日 - 山口裕二
- 7月15日 - 松永幸男
- 7月19日 - 加藤伸一
- 7月25日 - トーリ・ロブロ
- 7月28日 - 前田俊郎

### 8月
- 8月2日 - 渡辺久信
- 8月4日 - ドミンゴ・マルティネス
- 8月6日 - 古田敦也
- 8月6日 - 津野浩
- 8月6日 - 野村裕二
- 8月7日 - 佐藤真一
- 8月11日 - 山本昌
- 8月12日 - バリー・マニュエル
- 8月15日 - 田村勤
- 8月19日 - 藤枝慎治
- 8月25日 - 板倉賢司
- 8月25日 - 森昌彦
- 8月26日 - 村上隆行
- 8月30日 - 木村恵二
- 8月30日 - 郭建成

### 9月
- 9月1日 - 中谷忠己
- 9月2日 - 横谷総一
- 9月3日 - 水野雄仁
- 9月7日 - 近藤芳久
- 9月14日 - トロイ・ニール
- 9月15日 - 小宮山悟
- 9月17日 - 三浦将明
- 9月21日 - 森田幸一
- 9月22日 - 吉川弘幸
- 9月25日 - 内山正博

### 10月
- 10月1日 - 田島俊雄
- 10月3日 - 佐々木誠
- 10月11日 - 山下徳人
- 10月29日 - 南渕時高

### 11月
- 11月4日 - 橋上秀樹
- 11月6日 - ブライアン・ギブンス
- 11月13日 - 小野和義
- 11月20日 - 光山英和
- 11月22日 - 伊藤博
- 11月28日 - 太田貴

### 12月
- 12月4日 - 与田剛
- 12月11日 - 近田豊年
- 12月17日 - 池山隆寛
- 12月19日 - 荻原満

## 死去
- 1月4日 - 加藤斌（* 1944年）
- 2月23日 - 津田四郎（* 1908年）
- 3月5日 - 若林忠志（* 1908年）
- 4月23日 - 小松原博喜（* 1924年）
- 6月9日 - 中澤不二雄（* 1892年）
- 6月17日 - 宮崎要（* 1916年）
- 7月10日 - 御園生崇男（* 1916年）
- 9月16日 - 村上一治（* 1917年）
- 11月17日 - 蔭山和夫（* 1927年）

## 作品
- 『コンバットマーチ』（早稲田大学野球部応援歌）